# Finn-Olletärnarna
Finn-Olletärnarna är varandra näraliggande sjöar i Laxå kommun i Västergötland och ingår i Motala ströms huvudavrinningsområde.
- Finn-Olletärnarna N, sjö i Laxå kommun, 58°46′31″N 14°33′28″Ö / 58.7753°N 14.5579°Ö
- Finn-Olletärnarna S, sjö i Laxå kommun, 58°46′24″N 14°33′23″Ö / 58.7732°N 14.5563°Ö (6 ha)